# Ruisseau de Bassens
Pour les articles homonymes, voir Bassens.
Le ruisseau de Bassens est une rivière du sud de la France, dans la région Occitanie, dans le département de l'Aude, sous-affluent de l'Aude par le Fresquel.

## Géographie
Le ruisseau de Bassens est une rivière qui prend sa source dans le Lauragais sur la commune de Labécède-Lauragais sous le nom de ruisseau de Richourdens puis il prend le nom de ruisseau de Rebenty et se jette dans le Fresquel en rive gauche sur la commune de Saint-Martin-Lalande.
La longueur de son cours d'eau est de 13,7 km.

### Communes traversées
Dans le seul département de l'Aude, le ruisseau de Bassens traverse les cinq communessuivantes, Labécède-Lauragais, Issel, Saint-Papoul, Lasbordes et Saint-Martin-Lalande.

## Principaux affluents
Le ruisseau de Bassens a un affluent contributeur référencé :
- le ruisseau de Rouzilhac : 5,4 km